# جوس هيليغين
جوس هيليغين ، من مواليد 30 يونيو 1947، لاعب كرة قدم بلجيكي سابق.
لعب مع منتخب بلجيكا لكرة القدم.

## روابط خارجية
- جوس هيليغين على موقع الاتحاد البلجيكي (الإنجليزية)
- جوس هيليغين على موقع قاعدة بيانات كرة القدم.إي يو (الإنجليزية)
- جوس هيليغين على موقع ناشيونال فوتبول تيمز (الإنجليزية)
- جوس هيليغين على موقع عالم كرة القدم.نت (الإنجليزية)